# Matías Mier
Matías Mier, vollständiger Name Henry Matías Mier Codina, (* 2. August 1990 in Montevideo) ist ein uruguayischer Fußballspieler.

## Karriere
Der 1,82 Meter große Mittelfeldakteur Mier stammt aus dem Barrio Villa Española. Er begann im Alter von vier Jahren mit dem Fußballspielen und spielte bei Oriental. Im Jugendfußball spielte er bei Club Atlético Rentistas, Danubio FC und erneut bei Rentistas. Dort debütierte er als 15-jähriger unter Trainer Julio Balerio in der ersten Mannschaft. 2007 gehörte er zunächst dem Profikader von Rentistas und von 2008 bis Dezember 2010 von Centro Atlético Fénix an. In der Saison 2009/10 absolvierte er für letzteren 26 Spiele in der Primera División und schoss fünf Tore, gefolgt von 15 Ligapartien und einem Treffer in der Apertura 2010. Seit der Clausura 2011 stand er in Reihen des Club Atlético Peñarol, mit dem er das Finale der Copa Libertadores 2011 erreichte, wozu er mit 13 Wettbewerbseinsätzen und einem Tor beitrug. In der höchsten uruguayischen Spielklasse weist er bei dieser Station 11 Einsätze und einen erzielten Treffer auf. Etwa zur Jahresmitte 2011 schloss er sich dem chilenischen Verein CD Universidad Católica an. Mit den Chilenen gewann er 2011 die Copa Chile. Bis Jahresende 2013 bestritt er bei diesem Klub saisonübergreifend 44 Spiele (elf Tore) in der Primera División, 16 Partien (fünf Tore) in der Copa Chile, 9 Begegnungen (ein Tor) in der Copa Sudamericana und 2 Aufeinandertreffen (kein Tor) in der Copa Libertadores 2012. Anfang Januar 2014 wurde er innerhalb der Liga an die Santiago Wanderers ausgeliehen. In den Spielzeiten 2013/14 und 2014/15 lief er 34-mal (fünf Tore) in der höchsten chilenischen Liga und 7-mal (drei Tore) im chilenischen Pokal auf. Ende Juni 2015 kehrte er zu Universidad Católica zurück. Einen Monat später wurde er erneut ausgeliehen. Aufnehmender Verein war dieses Mal mit Rentistas sein Verein aus der Anfangszeit seiner Profilaufbahn. In der Saison 2015/16 wurde er bei den Montevideanern 28-mal in der Primera División eingesetzt und traf zehnmal ins gegnerische Tor. Anfang September 2016 schloss er sich Al Mu'aidar an. Bei den Katarern kam er 2-mal (kein Tor) in der Liga zum Einsatz. Im Januar 2017 kehrte er zu seinem ehemaligen Verein Peñarol zurück. Für die „Aurinegros“ lief er 8-mal (ein Tor) in der Liga und einmal (kein Tor) in der Copa Libertadores 2017 auf. Anfang Juli 2017 verpflichtete ihn der kolumbianische Verein Atlético Junior. Sein weiterer Weg führte ihn zu La Equidad, wo er zweieinhalb Jahre blieb, nach Medellín, leihweise nach Córdoba, nach Santa Fe und schließlich in die indonesische Liga, als er sich vom Bhayangkara FC verpflichten ließ. Dort war er in fast jedem zweiten Pflichtspiel erfolgreich beim Torabschluss.

## Erfolge
- Copa Chile: 2011
- Finalist Copa Libertadores: 2011